# David Di Tommaso
David di Elias Alemu Tommaso (6. října 1979, Échirolles, Francie - 29. listopadu 2005, De Meern, Nizozemsko) byl francouzský fotbalový obránce a mládežnický reprezentant.

## Biografie
Pocházel z fotbalové rodiny s italskými kořeny. Byl ženatý a měl potomka. Jeho otec Pascal Di Tommaso, strýc Louis Di Tommaso a mladší bratr Yohan Di Tommaso jsou také fotbalisty.
Di Tommaso zemřel ve svém domě v Nizozemsku v pondělí 29. listopadu 2005. Bylo mu 26 let. Příčinou smrti byl infarkt myokardu. Ještě v sobotu 27. listopadu hrál zápas proti AFC Ajax (výhra Utrechtu 1:0).
Klub FC Utrecht od roku 2006 zavedl cenu pro nejlepšího hráče roku v klubu, kterou pojmenoval po zesnulém Di Tommasovi. O jejím udělení rozhodují fanoušci v hlasování.

## Klubová kariéra
David Di Tommaso hrál ve francouzské lize za AS Monaco (zde debutoval v profesionálním fotbale) a CS Sedan Ardennes. V sezóně 1999/00 vyhrál s Monacem Ligue 1.
V roce 2004 odešel do nizozemského klubu FC Utrecht.

## Reprezentační kariéra
Byl členem francouzského výběru U21. Zúčastnil se Mistrovství Evropy hráčů do 21 let v roce 2002 ve Švýcarsku, kde Francie podlehla ve finále české jedenadvacítce v penaltovém rozstřelu a získala stříbro.